# Going the Limit
Pour plus de détails, voir Fiche technique et Distribution.
Going the Limit est un film muet américain réalisé par Chester Withey et sorti en 1926.

## Fiche technique
- Titre original : Going the Limit
- Réalisation : Chester Withey
- Assistant-réalisateur : James Dugan (en)
- Scénario : Arthur Ebenhack
- Photographie : André Barlatier
- Montage :
- Producteur : Joseph P. Kennedy
- Société de production : Robertson-Cole Pictures Corporation
- Société de distribution : Film Booking Offices of America
- Pays d'origine :  États-Unis
- Langue : film muet avec les intertitres en anglais
- Format : Noir et blanc — 35 mm — 1,33:1 — Muet
- Genre : Comédie
- Durée :
- Dates de sortie :
  - États-Unis : 12 septembre 1926
  - Royaume-Uni : octobre 1927

## Distribution
- George O'Hara : Gordon Emery
- Sally Long : Estelle Summers
- Brooks Benedict : George Stanways
- Tom Ricketts : Mortimer Harden
- Murdock MacQuarrie : Simson Windsor